# Dominique de Silos
Dominique de Silos (né vers  l'an 1000 et mort en 1073) est un jeune berger navarrais prénommé Dominique (Dominicus en latin, Domingo en espagnol) devenu tour à tour prêtre, ermite et moine bénédictin au monastère de San Millán de la Cogolla avant d'être abbé à celui de Saint-Sébastien de Silos, en Vieille-Castille.

## Histoire et légende
Bien que la légende raconte qu'il était descendant des rois de Navarre, son père gentilhomme campagnard le retira de l'école pour qu'il devienne berger de ses troupeaux. Après quatre ans, il put à nouveau reprendre des études et il développa une vocation au sacerdoce qu'il avait déjà ressenti plus petit. Il devint prêtre à l'âge de 26 ans et officia à l'église de sa ville, mais assoiffé d'une plus haute spiritualité, il partit en ermite dans un endroit isolé resté secret. Un an et demi plus tard, en 1030, il quitta sa retraite et rejoignit le monastère bénédictin de San Millán de la Cogolla où il fut promu maître des novices et prieur.
Exilé à Burgos par le prince de Navarre qui, à court d'argent, venait piller les églises à qui il avait refusé un prêt, Dominique fut accueilli par le roi Ferdinand Ier de Castille qui, en 1041, lui donna à restaurer la vie du petit ermitage Saint-Sébastien de Silos en Vieille-Castille.
Dominique vécut alors le reste de son existence dans cet ermitage qu'il transforma en monastère, pratiquant la charité et la perpétuelle attention aux pauvres. Il fit construire, dans son monastère, une grande église, et un cloître aux splendides bas-reliefs. De nombreux miracles lui furent attribués : il fit selon la tradition délivrer de nombreux prisonniers, esclaves chrétiens détenus chez les Sarrasins, d'où le surnom qui lui fut donné par ses contemporains, « le nouveau Moïse ».
À la fin de sa vie, après une vision de la Sainte Vierge, il prédit la date de sa mort : « J'ai passé toute la nuit avec la Reine des Anges, dit-il un jour à ses religieux. Elle m'a invité à me rendre près d'elle dans trois jours ; je vais donc aller bientôt au céleste festin où elle me convie ».
Effectivement, il fut malade trois jours et s'éteignit paisiblement. À sa mort, il fut enseveli dans son cloître de Silos, son bâton abbatial servit par la suite aux reines d'Espagne sur le point d'accoucher, le bâton étant placé près d'elles pour obtenir d'heureuses naissances.
C'est sur son tombeau que la mère de Dominique de Guzmán pria pour obtenir la naissance de son fils.
Sa fête est le 20 décembre.

## Source
- Xavier Lecœur, « Dominique de Silos », Prions en Église, Éditions Bayard, no 288,‎ décembre 2010, p. 9-10.